# Lemminkäinen
Dans la mythologie finnoise, Lemminkäinen  est un héros guerrier doté de pouvoirs surnaturels et connaissant bien les chants magiques.
Il est un des héros principaux du Kalevala, l'épopée nationale finlandaise, où celui-ci possède également les surnoms Kauko/Kaukolainen/Kaukomieli et Ahti/Ahto ou Ahti Saarelainen, d'autres personnages connus de la mythologie finnoise desquels il s'approprie les mythes dans le Kalevala. Le poème le qualifie à maintes reprises du léger Lemminkäinen. Il y est décrit portant une barbiche noire.

## Dans le Kalevala
Le Kalevala est la grande épopée nationale finlandaise en vers, rassemblée et réarrangée par l'érudit Elias Lönnrot durant la première moitié du XIXe siècle à partir de poésies populaires transmises oralement, notamment de la région de Carélie encore préservée à l'époque d'une trop forte influence moderne et chrétienne. Lemminkäinen est l'un des héros principaux de l'épopée, avec le barde Väinämöinen et le forgeron Ilmarinen.

### Mort et ressuscité

La mère de Lemminkäinen repêchant ses morceaux dans le fleuve, dessin d'Akseli Gallen-Kallela, 1923-1924.

Les chants X à XV du Kalevala se focalisent sur Lemminkäinen. Celui-ci épouse la belle Kyllikki avec qui il fait le serment de ne plus aller à la guerre à condition qu'elle ne se rende pas au village. Cette dernière rompt le serment ainsi il s'en va en guerre pour obtenir la main d'une fille de Pohjola. Pour obtenir la main de cette nouvelle femme, Lemminkäinen doit accomplir trois prouesses, capturer un élan, brider un étalon et chasser un cygne. Il accomplit les deux premières prouesses et est ensuite frappé par un berger aveugle qui le précipite dans le fleuve infernal de Tuonela. La mère du héros cherche alors son fils et le trouve déchiré en morceaux dans le fleuve du royaume des morts. Alors elle rassemble tous les morceaux de son fils et les coud ensemble avant de prier les dieux de lui rendre la vie. Elle demande ensuite à une abeille de voler dans les cieux dans le royaume du dieu Ukko, et d'y chercher une goutte de miel. Ceci fait, elle parvient à ressusciter son fils.

### Lemminkäinen s'invite aux noces
Les chants XXVI à XXX sont également centrés sur le héros Lemminkäinen. Agacé de n'avoir pas été invité aux noces du héros Ilmarinen à Pohjola (ce dernier s'y est rendu également pour obtenir une femme, et a par contre réussi les trois prouesses), Lemminkäinen décide de s'y rendre quand même. Sa mère lui déconseille d'effectuer le voyage, et lui prédit les dangers auxquels il devra faire face lors de son périple ; un aigle de feu, une fosse enflammée, un loup accompagné d'un ours, une clôture immense de vers et de serpents, et les guerriers de la ferme de Pohjola. Lemminkäinen s'en moque et entame son périple. Lors de son voyage, il rencontre et défait les dangers prédits par sa mère.

Ouverture du livre XXXVI, dessin d'Akseli Gallen-Kallela, 1922.

Arrivé au banquet de Pohjola, Lemminkäinen exige qu'on le serve, et les maîtres des lieux lui donnent une bière remplie de vers, comme prédit par sa mère. Alors, le héros les pêche et boit le reste. Il entame ensuite un combat magique avec Pohjolainen, le patron de Pohjola, où chacun fait apparaître un animal qui dévore ou provoque le précédent. Puis ils se combattent en duel à l'épée, et Lemminkäinen décapite le patron, et plante sa tête sur un épieu comme l'avait annoncé la mère du héros. Alors, Louhi, la patronne de Pohjola, envoie furieuse cent guerriers pourchasser Lemminkäinen qui s'enfuit sous la forme d'un aigle. Rentré chez sa mère, il reçoit d’elle l’indication d’une île où il devra rester caché pendant trois ans.
Il trouve l'île et séduit toutes les vierges et veuves de ce pays. Après 3 ans, les hommes de l'île lui en veulent, alors Lemminkäinen repart en bateau retrouver ses terres et sa mère, au grand chagrin des femmes. Ses terres ont été dévastées par les armées de Pohjola qui le cherchaient, mais le héros retrouve sa mère cachée dans une cabane discrète. Il lui annonce son intention de reconstruire leur maison et de partir en guerre contre Pohjola. Il va alors chercher son ancien compagnon de guerre Tiera pour l'assister. Alors, Louhi la patronne de Pohjola, envoie le Froid contre leur expédition qui gèle la mer sous leur bateau. Lemminkäinen menace le Froid de le jeter dans le feu, ainsi celui-ci s'en va et les deux héros continuent leur marche à pied. Affamés et désespérés, les guerriers finissent par abandonner leur expédition et retournent auprès de leurs mères.

### Le vol du Sampo
Les chants XXXIX à XLV traitent du vol du Sampo, un objet magique offrant prospérité à ses possesseurs, par les héros Väinämöinen, Ilmarinen et Lemminkäinen à Louhi, la reine de Pohjola. Väinämöinen propose à Ilmarinen de ravir le Sampo. Ils prennent alors une barque et une centaine de rameurs pour se rendre à Pohjola. Sur le chemin, Lemminkäinen les aperçoit et décide de les accompagner. Il récite alors une incantation pour assurer le bon déroulement du voyage. Toutefois le bateau s'immobilise soudain sur le dos d'un grand brochet. Lemminkäinen tente alors de tuer le poisson mais son glaive se rompt. Alors Väinämöinen s'y met et parvient à le couper en deux. Il fabrique ensuite un kantele avec les os du poisson, et propose aux personnes d'en jouer. Seul Lemminkäinen accepte toutefois aucun son ne sort de l'instrument. Väinämöinen envoie donc le kantele à Pojhola pour trouver quelqu'un pour le jouer mais encore, aucune musique n'en sort. Ils rendent le kantele à Väinämöinen qui en joue alors magnifiquement et tous les Finnois et animaux viennent émus l'écouter.

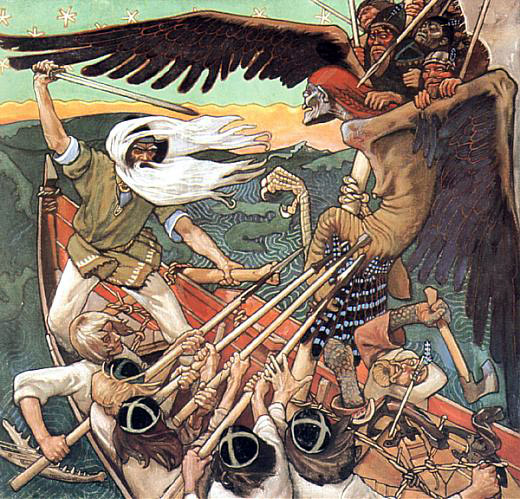
La Défense du sampo (1896), de Akseli Gallen-Kallela.

Les trois héros reprennent ensuite la mer et arrivent à Pohjola où ils demandent à Louhi de partager le Sampo avec eux, sinon ils le prendraient tout entier. Furieuse, elle leur envoie ses guerriers. Väinämöinen joue alors son kantele et les endort tous profondément. Les héros partent ravir le Sampo pendant leur sommeil. Lemminkäinen tente en vain de soulever le Sampo. Il utilise alors un bœuf pour le déplacer jusqu'au bateau. Lors du voyage retour, Lemminkäinen se met à chanter imprudemment, ce qui réveille finalement Louhi qui se rend compte du vol du Sampo. Elle envoie par magie une brume pour bloquer le voyage des héros, mais Väinämöinen la dissipe. Le géant marin Turso apparait et menace le navire, mais Väinämöinen le défait également. Ils poursuivent alors leur course quand une tempête éclate et emporte le kantele dans les profondeurs de la mer. Lemminkäinen répare les dégâts subis sur le bateau[réf. nécessaire].
Louhi rassemble ses troupes et poursuit les héros en bateau. Lemminkäinen observe un petit nuage et un îlot au loin, et Väinämöinen comprend que c'est le navire de Louhi qui les pourchasse. Ce dernier fait donc apparaître un rocher au milieu de la mer sur lequel le bateau de Louhi s'échoue. Cette dernière se transforme en aigle rassemblant ses hommes sous ses ailes et rattrape les héros. Lemminkäinen tente de couper les serres de l'aigle avec son épée, et frappe les guerriers sous ses ailes. Alors Väinämöinen achève de briser les serres de Louhi sauf une, avec laquelle elle fait chavirer le Sampo dans la mer, qui se brise en plusieurs morceaux. Les débris n'ayant pas coulé au fond de la mer s'échouent sur le rivage. Väiämöinen rassemble les débris échoués, assurant la prospérité à la Finlande, au détriment de Pohjola.

### La disparition du Soleil et de la Lune
Au chant XLVII, Louhi ravit les astres pour se venger du vol du Sampo, alors Väinämöinen et Ilmarinen tentent de résoudre ce problème. Lemminkäinen apparait discrètement au chant XLIX en proposant à Väinämöinen son aide pour briser les chaînes du roc qui contient les astres mais ce dernier lui répond que rien ne pourra l'aider. Louhi finit par rendre les astres par crainte des préparatifs des héros.

## Inspiration dans la musique
Les aventures de Lemminkäinen ont inspiré au compositeur Jean Sibelius un cyle pour orchestre en quatre parties, la Suite Lemminkäinen op. 22, sous-titrée Quatre légendes, écrites en 1893 et 1895.